# つのだ香澄
つのだ 香澄（つのだ かすみ・1989年4月5日 - ）は、日本の女性モデル、タレント。旧芸名および本名は「角田 香澄」（読み方は同じ）。
かつてはキャンベルに所属していた が、退社後は「香澄」名義でアリス・イン・ワンダーランドに移籍し、2013年1月から“角田”をひらがな表記に変えて活動している。
また、プライベートでは車関係の会社経営者と結婚している。

## 人物
- 愛知県出身[1]。ジュニアアイドル時代を経て中部地方を拠点にモデル・タレントとして活動するほか、2011年から2014年まではレースクイーンとしても活動していたが、その後はモデルとしてのみ活動していた。また、同じ事務所に所属する宇佐美ひかりや山崎みなみと共に桜Jewelry（さくらジュエリー）というユニットを組んで歌手活動もしていた。
- 趣味はカラオケ、ゴルフ、フルート。好きな色は水色[1]。
- 姉が1人いる[4]。
- 2014年、ミスアースジャパン日本代表4位に入賞[5]。
- 2016年、『FNS27時間テレビフェスティバル！』のコーナー「さんま・中居の今夜も眠れない」にて「ラブメイト10」の第6位に「城本クリニックのCMに出ている女性」として選ばれ、CMのVTRも流されて2代目の女性であることなどのCM情報が提供されるが、つのだ本人からの連絡募集にも番組からの連絡にも至らなかった。

## 活動

### モデル、イメージガール
- SUPER GT「ZENT sweeties」（2011年）
- SUPER GT「PACIFIC FAIRIES」（2013年）
- 東京オートサロンイメージガール「A-class」（2014年）
- TOYOTAガズーレーシング　イメージガール（2014年）

### 出演作品
- 清流の森 角田香澄 12歳（VHS）
- くもりのちはれ 角田香澄（DVD）
- CBCテレビ「薬師寺モータース」（2010年11月 - ）
- CM「城本クリニック」
- CM「キッズオリーブ園」
- NTTdocomo　モデル
- ドラマ「食の軍師」

### イベント・その他
- 東京オートサロン「NGKスパークガールズ」（2011年1月、幕張メッセ）
- キリンチャレンジカップ2013「日本×ブルガリア」プレゼンター（2013年5月30日、豊田スタジアム）[6]
- 株式会社U'sFactory イメージモデル（2013年～）
- 三重テレビレポーター